# Уилсон, Ханна
Ханна Уилсон (кит. упр. 韋漢娜, пиньинь Wèi Hànnà, род. 10 марта 1989) — гонконгская пловчиха. Участница трёх Олимпийских игр.

## Биография
Ханна Уилсон родилась в Гонконге, однако имела британские корни и паспорт гражданина Великобритании. Однако в 2004 году ей пришлось отказаться от британского гражданства и получить паспорт Гонконга для того, чтобы МОК допустил её к соревнованиям в Афинах.
На первой в карьере Олимпиаде Ханна выступала только на дистанции 100 метров вольным стилем. Она выступала в третьем заплыве и заняла в нём четвёртое место со временем 57,33. В итоговой классификации её время оказалось 34-м.
В 2006 году на Азиаде в Дохе Уилсон завоевала первую в карьере медаль на главных стартах. В составе эстафетной сборной Гонконга она стала третьей в эстафете 4х100м вольным стилем.
На Олимпиаде в Пекине выступала в двух видах программы — на стометровке вольным стилем и на такой же дистанции баттерфляем. В обеих дисциплинах она не прошла в полуфинальный раунд, показав 26-е и 30-е время соответственно.
На Универсиаде в Белграде Уилсон выиграла с рекордным временем соревнований дистанции 100 метром вольным стилем и баттерфляем. Её две золотые медали стали единственными для Гонконга на этих соревнованиях, что позволило занять азиатскому государству 28-е место в неофициальном командном зачёте.
В Лондоне, как и за четыре года до того, Уилсон выступила в двух видах программы. На стометровке вольным стилем она стала 21-й, а на аналогичной дистанции баттерфляем замкнула третий десяток.